# Vlastimil David
Vlastimil David (1. listopadu 1925 Budišov – 28. ledna 1977 poblíž Trnavy) byl český a československý zkušební pilot podniku Aero Vodochody, politik Komunistické strany Československa, poslanec České národní rady, Sněmovny národů a Sněmovny lidu Federálního shromáždění za normalizace. Zemřel při letecké havárii.

## Biografie
Vyučil se stolařem u svého otce, ale rozhodl se pro profesní dráhu letce. V roce 1947 absolvoval pilotní výcvik v Prostějově. Od roku 1951 pak byl zkušebním letcem proudových letadel v Polsku, SSSR, Egyptě. Působil jako hlavní zkušební pilot podniku Aero Vodochody.
Angažoval se i politicky. Po provedení federalizace Československa usedl v lednu 1969 do České národní rady. Tehdy je zmiňován jako pilot z Vodochod. K roku 1971 a 1976 se profesně uvádí coby vedoucí pilot. Byl mu udělen Řád práce.
Ve volbách roku 1971 zasedl do české části Sněmovny národů (volební obvod č. 14 – Brandýs nad Labem-Stará Boleslav, Středočeský kraj). Ve volbách roku 1976 přešel do Sněmovny lidu (obvod Brandýs nad Labem). Ve FS setrval do své smrti roku 1977, kdy ho nahradil Josef Martinec.
Zemřel při svém posledním letu na trase z Prahy do Bratislavy. Když se po poruše rozhodl nouzově přistát, dopadl poblíž Trnavy.

### Havárie v dubnu 1959
Jako zkušební pilot odstartoval Vlastimil David 22. 4. 1959 s letounem MiG-19S z letiště podniku Aero ke zkušebnímu letu s úkolem prověřit vylepšení forsážního režimu motoru ve výšce 15 km. Před letem se ale dopustil jedné chyby, a to, že zapomněl nahlásit tzv. „mimoletištní let“, při němž by byl radiolokačně jištěn. Po 11 minutách letu zjistil, že mu nefunguje radiokompas, a tak musel sestoupit pod vrstvu mraků, kde zjistil, že je hluboko nad územím tehdejší NDR. Okamžitě se začal otáčet, ale těsně nad hranicemi mu došlo palivo a letoun se stal neovladatelný. Namířil letoun do zalesněné oblasti severozápadně od Děčína a pokusil se katapultovat, ale ani odhození krytu kabiny, ani vystřelení sedačky nefungovalo. Odhodil kryt kabiny ručně a z kabiny se dostal bez katapultáže. Bezpečně dopadl na padáku nedaleko rozhledny na Děčínském Sněžníku, kam došel a ze zdejší restaurace si zavolal pomoc. Letoun dopadl do lesního porostu asi 1,3 km východně od rozhledny. Pilot Vlastimil David je považován za jediného člověka, který za letu dokázal opustit MiG-19 bez katapultáže. Jak ukázalo následné vyšetřování, nebylo zařízení pro odhození kabiny ani zařízení pro katapultáž osazeno příslušnými pyropatronami už od sovětského dodavatele.